# Joseph-Octave Villeneuve
Joseph-Octave Villeneuve, né le 4 mars 1836 à Sainte-Anne-des-Plaines et décédé le 27 juin 1901 à Montréal, est un homme politique québécois. Il a été maire de Montréal de 1894 à 1896.

## Biographie
Vers 1840, la famille Villeneuve déménage à Montréal. Joseph-Octave suit des cours commerciaux donnés par les Frères des écoles chrétiennes et travaille dès 1853 comme commis à la maison Benjamin Brothers. En 1860, il ouvre sa propre compagnie de transport. Deux ans plus tard, il ouvre une épicerie-boucherie qu’il transformera en 1867 en un important commerce d’alimentation. 
En politique, Joseph-Octave Villeneuve est d’abord, de 1866 à 1886, maire de Saint-Jean-Baptiste, un village montréalais devenu ville en 1884. Cette même année, le conseil de Saint-Jean-Baptiste présente un règlement visant l’annexion à Montréal; la construction d’un système d’aqueduc et d’égout a engendré des coûts dépassant la capacité financière de la ville. 
À la suite de cette annexion, Joseph-Octave Villeneuve est choisi par ses concitoyens pour les représenter au conseil de ville de Montréal. Peu après, il se fait élire à l’Assemblée législative où il sera député d’Hochelaga à la suite de l'élection de 1886. Cette élection sera annulée le 31 octobre 1887 et Villeneuve ne réussit pas à se faire réélire à l'élection partielle du 28 avril 1888. Il sera toutefois de nouveau député à la suite de l'élection de 1890. En 1894, il gagne la course à la mairie de Montréal contre James McShane. Il est le premier maire élu pour deux ans. 
Quelques mois avant la fin de son mandat de député, le 2 janvier 1896, Joseph-Octave Villeneuve est nommé sénateur.

## Source
- Site de la Ville de Montréal, Fiche de Joseph-Octave Villeneuve